# Hervartov
Hervartov es un municipio del distrito de Bardejov en la región de Prešov, Eslovaquia, con una población estimada a final del año 2024 de 518 habitantes.
Se encuentra ubicado en el centro-norte de la región, cerca del río Topľa (cuenca hidrográfica del río Tisza) y de la frontera con Polonia.
Su Iglesia de San Francisco de Asís, construida en madera, forma parte del conjunto de iglesias de madera de la parte eslovaca de los Cárpatos, clasificadas como Patrimonio de la Humanidad de la UNESCO en 2008.

## Demografía
| Año        | 1994 | 2004    | 2014    | 2024    |
| ---------- | ---- | ------- | ------- | ------- |
| Población  | 495  | 507     | 494     | 518     |
| Diferencia |      | +2,42 % | −2,56 % | +4,85 % |

| Año        | 2023 | 2024    |
| ---------- | ---- | ------- |
| Población  | 524  | 518     |
| Diferencia |      | −1,14 % |